# Saison 2025-2026 du FC Barcelone
Maillots
Chronologie
Saison précédente Saison suivante
La saison 2025-2026 du FC Barcelone est la 127e saison depuis la fondation du FC Barcelone. Elle fait suite à la très bonne saison 2024-2025 qui a vu le Barça remporter trois titres : le championnat d'Espagne, la Coupe du Roi et la Supercoupe d'Espagne.
Lors de la saison 2025-2026, le FC Barcelone est engagé dans 4 compétitions officielles : championnat d'Espagne, Ligue des Champions, Coupe du Roi et Supercoupe d'Espagne.
L'été est marqué par l'arrivée du gardien de but Joan García ,de l'ailier Marcus Rashford et d'un autre ailier Roony Bardghji.

## Saison

### Juin
Le 18 juin, le club annonce l'arrivée du gardien de but Joan García en provenance de l'Espanyol de Barcelone.

### Juillet
Barcelone reprend l'entraînement le 13 juillet.
Le 23, le club annonce l'arrivée de l'attaquant anglais Marcus Rashford en provenance de Manchester United. C'est seulement le deuxième Anglais qui joue avec le Barça dans les cent dernières années (le dernier était Gary Lineker entre 1986 et 1989).
Le 27, Barcelone gagne par 3 à 1 un match amical au Japon face au Vissel Kobe, ancien club d'Andrés Iniesta. 
Le Barça se rend ensuite en Corée du Sud pour y jouer deux autres matches amicaux : le 31, Barcelone s'impose 7 à 3 face au FC Séoul.

### Août
Le 4 août, le Barça s'impose 5 à 0 face au Daegu FC. La dernière tournée asiatique du Barça remontait à juillet 2019.
Le 7, le défenseur Íñigo Martínez quitte le club afin de rejoindre Al-Nassr en Arabie saoudite. 
Le 10 août, au Stade Johan-Cruyff, Barcelone remporte le traditionnel Trophée Gamper en battant 5 à 0 Como 1907 entraîné par Cesc Fàbregas.
Le 16, Barcelone débute en championnat d'Espagne en battant 3 à 0 le RCD Majorque.
Le 23, Barcelone joue sur le terrain de Levante UD (2e journée du championnat d'Espagne).
Le 31, le Barça affronte le Rayo Vallecano à Madrid (3e journée du championnat d'Espagne)

### Septembre
Le 14, Barcelone reçoit Valence CF au Camp Nou (4e journée du championnat d'Espagne).
Le 21, le Barça reçoit Getafe CF (5e journée du championnat d'Espagne).
Le 24, Barcelone est en déplacement sur le terrain du néo-promu Real Oviedo (6e journée du championnat d'Espagne).
Le 28, le Barça reçoit la Real Sociedad (7e journée du championnat d'Espagne).

### Octobre
Le 5, Barcelone joue face au Séville FC au Stade Sánchez Pizjuán (8e journée du championnat d'Espagne).

### Janvier
Le 7, Barcelone affronte l'Athletic Bilbao en demi-finale de la Supercoupe d'Espagne.

## Compétitions

### LaLiga

#### Calendrier
| Dates      | J.  | Adversaires           | Lieux                                   | Scores | Buteurs |
| ---------- | --- | --------------------- | --------------------------------------- | ------ | ------- |
| 16/08/2025 | 1re | RCD Majorque          | Stade de Son Moix, Palma de Majorque    | 0-3    |         |
| 23/08/2025 | 2e  | Levante UD            | Stade Ciutat de València, Valence       |        |         |
| 31/08/2025 | 3e  | Rayo Vallecano        | Stade de Vallecas, Madrid               |        |         |
| 14/09/2025 | 4e  | Valence CF            | Camp Nou, Barcelone                     |        |         |
| 21/09/2025 | 5e  | Getafe CF             | Camp Nou, Barcelone                     |        |         |
| 24/09/2025 | 6e  | Real Oviedo           | Stade Carlos-Tartiere, Oviedo           |        |         |
| 28/09/2025 | 7e  | Real Sociedad         | Camp Nou, Barcelone                     |        |         |
| 05/10/2025 | 8e  | Séville FC            | Stade Ramón Sánchez Pizjuán, Séville    |        |         |
| 19/10/2025 | 9e  | Girona FC             | Camp Nou, Barcelone                     |        |         |
| 26/10/2025 | 10e | Real Madrid           | Stade Santiago-Bernabéu, Madrid         |        |         |
| 02/11/2025 | 11e | Elche CF              | Camp Nou, Barcelone                     |        |         |
| 09/11/2025 | 12e | Celta de Vigo         | Stade Balaídos, Vigo                    |        |         |
| 23/11/2025 | 13e | Athletic Club         | Camp Nou, Barcelone                     |        |         |
| 30/11/2025 | 14e | Deportivo Alavés      | Camp Nou, Barcelone                     |        |         |
| 07/12/2025 | 15e | Real Betis            | Stade La Cartuja, Séville               |        |         |
| 14/12/2025 | 16e | CA Osasuna            | Camp Nou, Barcelone                     |        |         |
| 21/12/2025 | 17e | Villarreal CF         | Stade de la Cerámica, Villarreal        |        |         |
| 04/01/2026 | 18e | Espanyol de Barcelone | RCDE Stadium, Barcelone                 |        |         |
| 11/01/2026 | 19e | Atlético de Madrid    | Camp Nou, Barcelone                     |        |         |
| 18/01/2026 | 20e | Real Sociedad         | Stade d'Anoeta, Saint-Sébastien         |        |         |
| 25/01/2026 | 21e | Real Oviedo           | Camp Nou, Barcelone                     |        |         |
| 01/02/2026 | 22e | Elche CF              | Stade Martínez-Valero, Elche            |        |         |
| 08/02/2026 | 23e | RCD Majorque          | Camp Nou, Barcelone                     |        |         |
| 15/02/2026 | 24e | Girona FC             | Stade municipal de Montilivi, Gérone    |        |         |
| 22/02/2026 | 25e | Levante UD            | Camp Nou, Barcelone                     |        |         |
| 01/03/2026 | 26e | Villarreal CF         | Camp Nou, Barcelone                     |        |         |
| 08/03/2026 | 27e | Athletic Club         | Stade San Mamés, Bilbao                 |        |         |
| 15/03/2026 | 28e | Séville FC            | Camp Nou, Barcelone                     |        |         |
| 22/03/2026 | 29e | Rayo Vallecano        | Camp Nou, Barcelone                     |        |         |
| 05/04/2026 | 30e | Atlético de Madrid    | Estadio Metropolitano, Madrid           |        |         |
| 12/04/2026 | 31e | Espanyol de Barcelone | Camp Nou, Barcelone                     |        |         |
| 19/04/2026 | 32e | Getafe CF             | Coliseum Alfonso Pérez, Getafe          |        |         |
| 22/04/2026 | 33e | Celta de Vigo         | Camp Nou, Barcelone                     |        |         |
| 03/05/2026 | 34e | CA Osasuna            | Stade El Sadar, Pampelune               |        |         |
| 10/05/2026 | 35e | Real Madrid           | Camp Nou, Barcelone                     |        |         |
| 13/05/2026 | 36e | Deportivo Alavés      | Stade de Mendizorrotza, Vitoria-Gasteiz |        |         |
| 17/05/2026 | 37e | Real Betis            | Camp Nou, Barcelone                     |        |         |
| 24/05/2026 | 38e | Valence CF            | Stade de Mestalla, Valence              |        |         |

### Supercoupe d'Espagne
La Supercoupe d'Espagne se déroule du 7 au 11 janvier 2026 à Djeddah en Arabie saoudite. 
| Date       | Tour        | Adversaire    | Lieu                        | Score | Buteurs |  |
| ---------- | ----------- | ------------- | --------------------------- | ----- | ------- |  |
| 07/01/2026 | Demi-finale | Athletic Club | Stade Roi-Abdallah, Djeddah |       |         |  |

## Transferts
| Nom             | Nationalité | Poste          | Transfert | Provenance/Destination | Division         |
| --------------- | ----------- | -------------- | --------- | ---------------------- | ---------------- |
| Arrivées        |             |                |           |                        |                  |
| Joan García     | Espagne     | Gardien de but | 25 M€     | RCD Espanyol           | La Liga          |
| Roony Bardghji  | Suède       | Attaquant      | 2 M€      | FC Copenhague          | Superliga        |
| Marcus Rashford | Angleterre  | Attaquant      | Prêt      | Manchester United      | Premier League   |
| Départs         |             |                |           |                        |                  |
| Álex Valle      | Espagne     | Attaquant      | 6 M€      | Como 1907              | Serie A          |
| Pablo Torre     | Espagne     | Milieu         | 5 M€      | RCD Majorque           | La Liga          |
| Clément Lenglet | France      | Défenseur      | Libre     | Atlético de Madrid     | La Liga          |
| Ansu Fati       | Espagne     | Attaquant      | Prêt      | AS Monaco              | Ligue 1          |
| Ander Astralaga | Espagne     | Gardien de but | Prêt      | Granada CF             | La Liga 2        |
| Íñigo Martínez  | Espagne     | Défenseur      | Libre     | Al-Nassr               | Saudi Pro League |